# 庄内町八幡スポーツ公園
庄内町八幡スポーツ公園（しょうないまちはちまんスポーツこうえん）は、山形県東田川郡庄内町にある運動公園。

## 概要
体育館、屋内多目的運動場、屋内運動場、サッカー場、ソフトボール場、多目的広場の6つで構成される運動公園である。2013年5月に竣工し、2ヶ月後の7月に供用を開始した。

## 施設概要

### 庄内町総合体育館
申請により利用が可能。アマチュアスポーツとそうでないもので使用料金は異なる。トレーニングルームも存在するが、利用する際は利用者講習を受ける必要がある。営業は午前9時から午後9時30分まで。休館日は毎月第1月曜日、第3月曜日、第5月曜日及び年末年始（12月29日〜1月3日）となっている。

### 庄内町屋内多目的運動場
屋内競技の運動場。テニスコートやゲートボートコートも備えている。位置は庄内町余目字大塚65番地2。

### ほたるドーム（庄内町第二屋内多目的運動場）
無料で利用できるウォーキングコースもある。位置は庄内町余目字大塚66番地1。

### 庄内町サッカー場
庄内地方では初めてとなる人工芝のサッカー場である。ナイター設備もある。位置は庄内町余目字館之内13番地2。

### 庄内町ソフトボール場
ソフトボール用のグラウンド。ナイター設備あり。位置は庄内町サッカー場に同じ。

### 庄内町多目的広場
野球などの協議で利用可能。ナイター設備あり。位置は庄内町サッカー場に同じ。

## アクセス
- 車
  - JR羽越本線余目駅から5分[5]。

## 周辺
- 八幡公園
- 山形県道44号余目温海線
- 山形県道360号砂越余目線
- 羽越本線
- 庄内町役場
- 山形県立庄内総合高等学校